# Podgrzybnica złotopylna

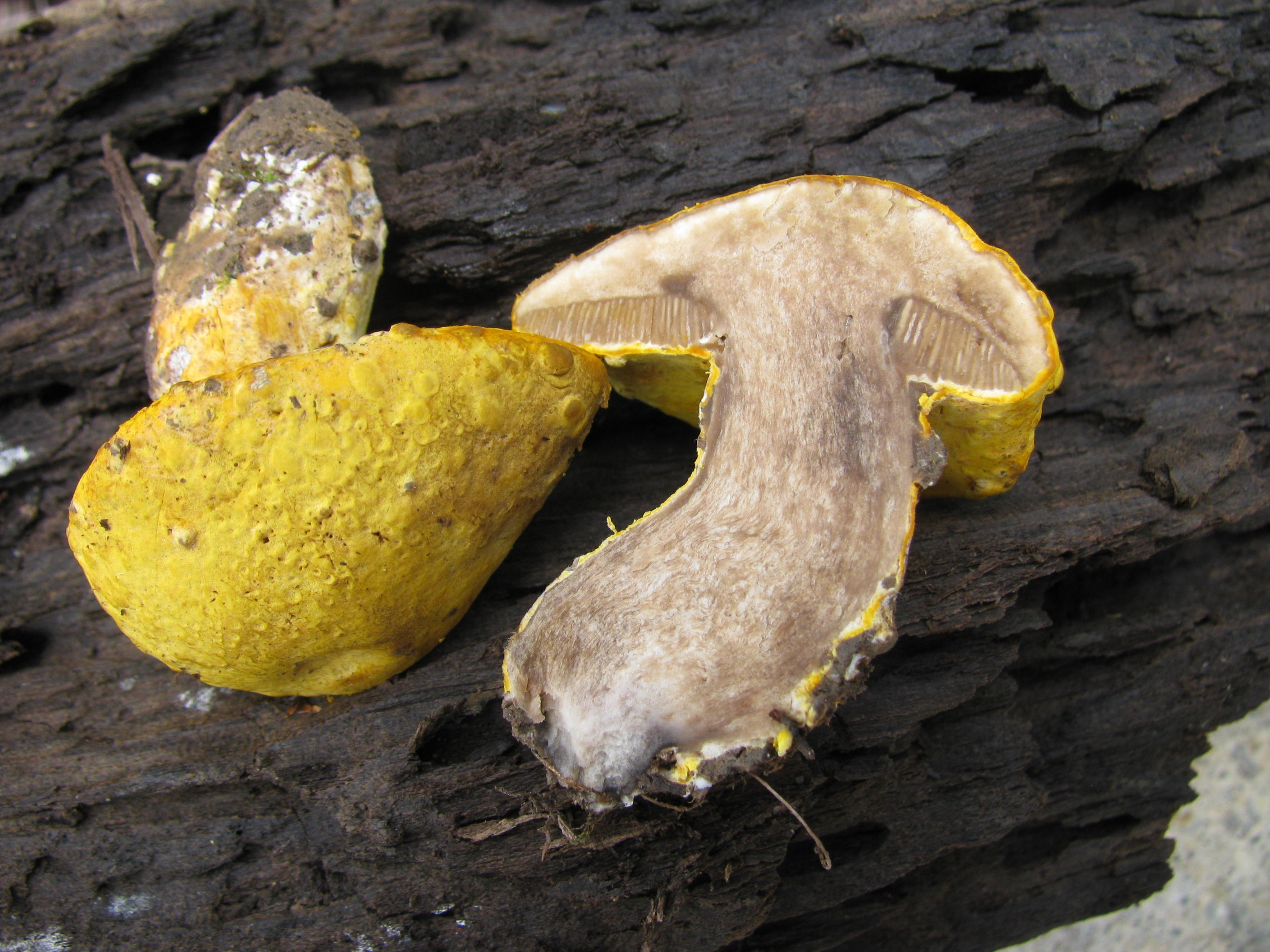
Podgrzybnica złotopylna – etap żółty

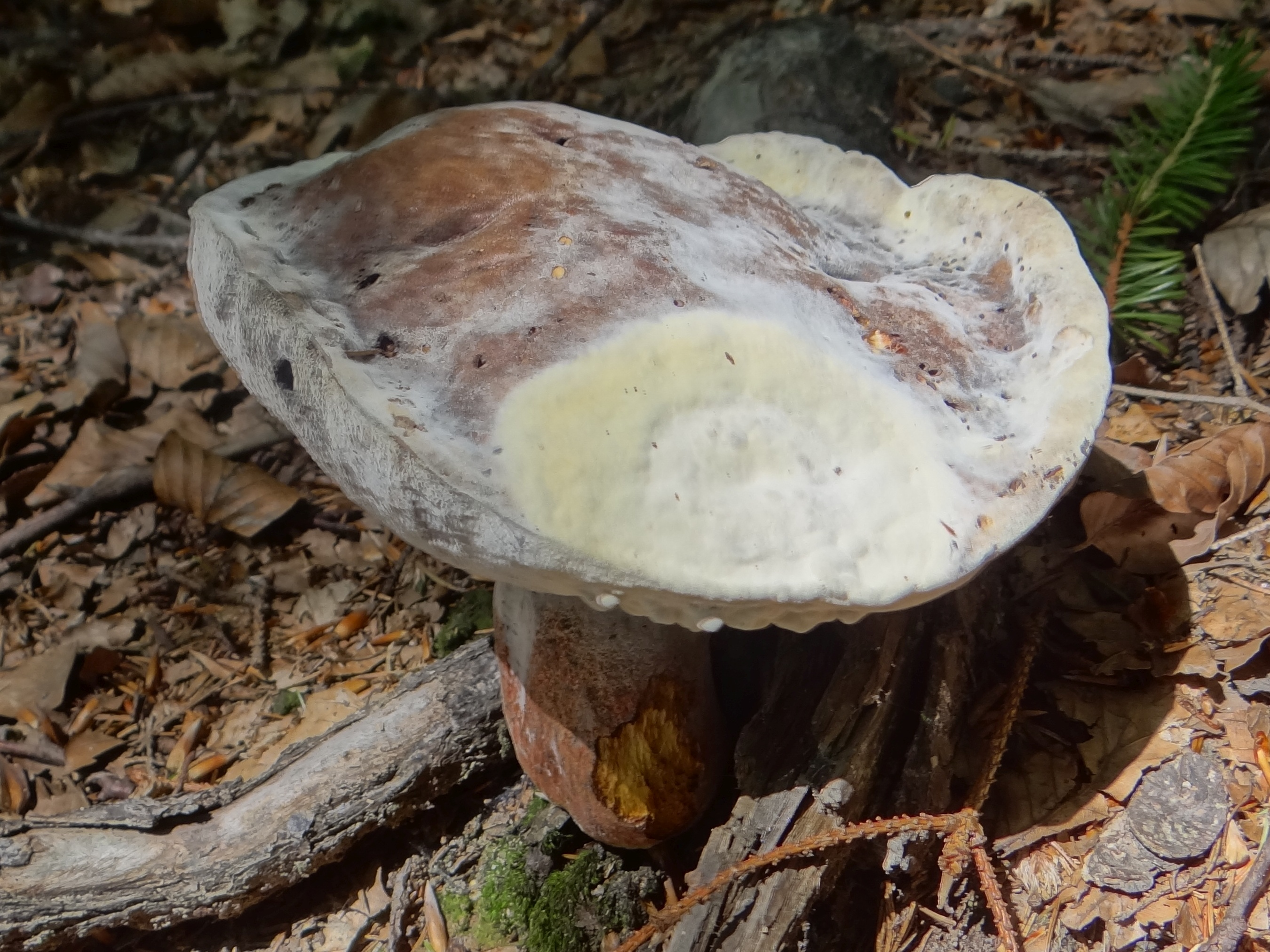
Podgrzybnica złotopylna na borowiku ceglastoporym

Podgrzybnica złotopylna (Hypomyces chrysospermus Tul. & C. Tul – gatunek grzybów należący do rodziny Hypocreaceae. Pasożytniczy grzyb rozwijający się na borowikach i podgrzybkach. Opisano jego występowanie w Ameryce Północnej i Środkowej, Eurazji, Australii i Nowej Zelandii.

## Systematyka i nazewnictwo
Pozycja w klasyfikacji według Index Fungorum: Hypomyces, Hypocreaceae, Hypocreales, Hypocreomycetidae, Sordariomycetes, Pezizomycotina, Ascomycota, Fungi.
Niektóre synonimy:

- Hypolyssus chrysospermus (Tul. & C. Tul.) Kuntze 1898
- Apiocrea chrysosperma (Tul. & C. Tul.) Syd. & P. Syd. 1921
- Apiocrea chrysosperma (Tul. & C. Tul.) Syd. & P. Syd. 1921 var. chrysosperma
- Sporotrichum mycophilum var. rubicundum (Nees) Pers. 1822)
- Reticularia chrysosperma Bull. 1790
- Mucor chrysospermus (Bull.) Bull. 1791
- Mycobanche chrysosperma (Bull.) Pers. 1818
- Sepedonium chrysospermum (Bull.) Fr. 1832
- Uredo mycophila Pers. 1795
- Sepedonium mycophilum (Pers.) 1816
- Trichoderma mycophilum (Pers.) Schwein. 1822
- Sporotrichum mycophilum (Pers.) Spreng. 1827
- Sporotrichum mycophilum(Pers.) Spreng. 1827 var. mycophilum
- Uredo mycophila Pers. 1795 var. mycophila
- Hypomyces chrysospermus Tul. & C. Tul 1860 var. chrysospermus

Nazwę polską zarekomendowała w 2021 r. Komisja ds. Nazewnictwa Grzybów.

## Morfologia
Zaatakowane przez podgrzybnicę złotopylną grzyby pokrywają się początkowo cienką warstwą białawej grzybni pasożyta, która potem zmienia barwę na żółtą, a w końcu rdzawobrązową. W stadium końcowym zaatakowany grzyb wygląda jak opryszczony, a jego owocnik staje się miękki i gnije. Charakterystyczną dla tego gatunku cechą jest tworzenie na porażonych owocnikach dwóch położonych nad sobą i ekscentrycznych w stosunku do trzonu ognisk widocznych na dolnej i górnej stronie kapelusza. Początkowo są one białe i następuje w nich faza tworzenia zarodników bezpłciowych (konidiów), potem stają się żółte – to faza tworzenia chlamydospor. W miarę ich dojrzewania porażone miejsca stają się coraz ciemniejsze, brudnożółte. Zarodniki płciowe askospory są rzadko obserwowane. Powstają dopiero na ostatnim etapie gnicia zaatakowanego grzyba, gdy jest on już bezkształtną masą. Wytwarzane są w perytecjach, mają kształt od wrzecionowatego do lancetowatego i rozmiar 20–25 × 4–5 μm.
Zarodniki na różnych etapach rozwoju grzyba różnią się morfologią. W początkowym stadium, na etapie białym powstają bezpłciowo dwa rodzaje
konidiów:
- cienkościenne, gładkie, bezbarwne, o rozmiarze 8–12 × 3,5–5,0 μm
- okrągłe, żółte, o rozmiarze 9–20 μm[2].

Gatunki podobne
Jest wiele gatunków rodzaju Hypomyces. M.in. są to:
- podgrzybnica piestrzycowa (Hypomyces cervinus) preferuje piestrzyce (Helvella),
- podgrzybnica zniekształcająca (Hypomyces deformans) atakuje płomiennice (Flammulina)
- podgrzybnica ceglasta (Hypomyces lateritius) atakuje mleczaja rudego (Lactarius rufus) i mleczaja siarkowego (Lactarius theiogalus)
- podgrzybnica wełniankowa (Hypomyces torminosus) atakuje mleczaja wełniankę (Lactarius torminosus)[6].

Podgrzybnica złotopylna jest łatwa do makroskopowego odróżnienia po złocistożółtej barwie chlamydospor. Nawet gdy nie są one jeszcze wytwarzane, to zawsze w zagłębieniach między trzonem i kapeluszem można znaleźć żółtawe zabarwienia.

## Znaczenie
Grzyb nagrzybny, pasożyt atakujący grzyby z rodzajów Boletus (borowik) i Xerocomus i Xerocomellus (podgrzybek). Czasami wywołuje epidemie wśród grzybów. 
W medycynie ludowej w Chinach podgrzybki zaatakowane przez Hypomyces chrysospermus używane są do zatrzymania i leczenia krwotoków zewnętrznych, głównie poprzez stosowanie zarodników na otwarte rany lub ich części. Naukowo udowodniono, że grzyb ten wytwarza statyny zapobiegające miażdżycy.